# Chêne-Bougeries
Chêne-Bougeries je město na jihozápadě Švýcarska, v kantonu Ženeva. Žije zde přibližně 12 tisíc obyvatel.

## Geografie
Satelitní město Ženevy se nachází na jihovýchod od Ženevského jezera, na pravém břehu řeky Seymaz a zahrnuje čtvrti Grange-Canal, Malagnou, Le Vallon, La Pommière a Conches a nové čtvrti panelových domů La Gradelle a La Montagne, které byly postaveny na konci 20. století. Je součástí užší aglomerace Ženevy.
Sousedními obcemi jsou Ženeva, Cologny, Vandœuvres, Chêne-Bourg, Thônex a Veyrier.

## Historie
V obci se nachází zbytky římského akvaduktu. Špitál Quercus, který se nachází v Grange-Falquet a je zmiňován od roku 1270, vlastnil majetek v této oblasti a pravděpodobně stál u vzniku vesnice Chêne (4 usedlosti v roce 1543).
V roce 1536, při dobývání Chablais a Faucigny, se bernští zmocnili statků rodu Siechenhaus a rozdali je v léno. Po roce 1564 zůstala vesnice Chêne a část okolí Ženevě. Podle Turínské smlouvy z roku 1754 připadl levý břeh Seymazu Savojsku. Pravý břeh zůstal Ženevě, a tak podlehl reformace. V důsledku toho bylo Chêne rozděleno na Chêne-Bougeries a Chêne-Bourg. Protože kostel v Chêne byl na savojském území. území, byl v Chêne-Bougeries postaven nový kostel s oválným půdorysem, který byl vysvěcen v roce 1758. V roce 1798 bylo Chêne-Bougeries spojeno s Thônexem u příležitosti připojení Ženevy k Francii. V roce 1801 se stalo samostatnou obcí a zůstalo jí i v roce 1816. V poválečném období ztratilo Chêne-Bougeries svůj venkovský charakter. V průběhu rozvoje osídlení od roku 1960 ustoupily pastviny vilám a sídlištím. Přesto si městečko zachovalo do značné míry venkovský ráz.

## Obyvatelstvo
| Rok            | 1815 | 1850 | 1900 | 1950 | 1970 | 2000 | 2010   | 2012   | 2014   | 2017   |
| Počet obyvatel | 728  | 1041 | 2131 | 4339 | 8670 | 9759 | 10 400 | 10 530 | 11 105 | 11 669 |

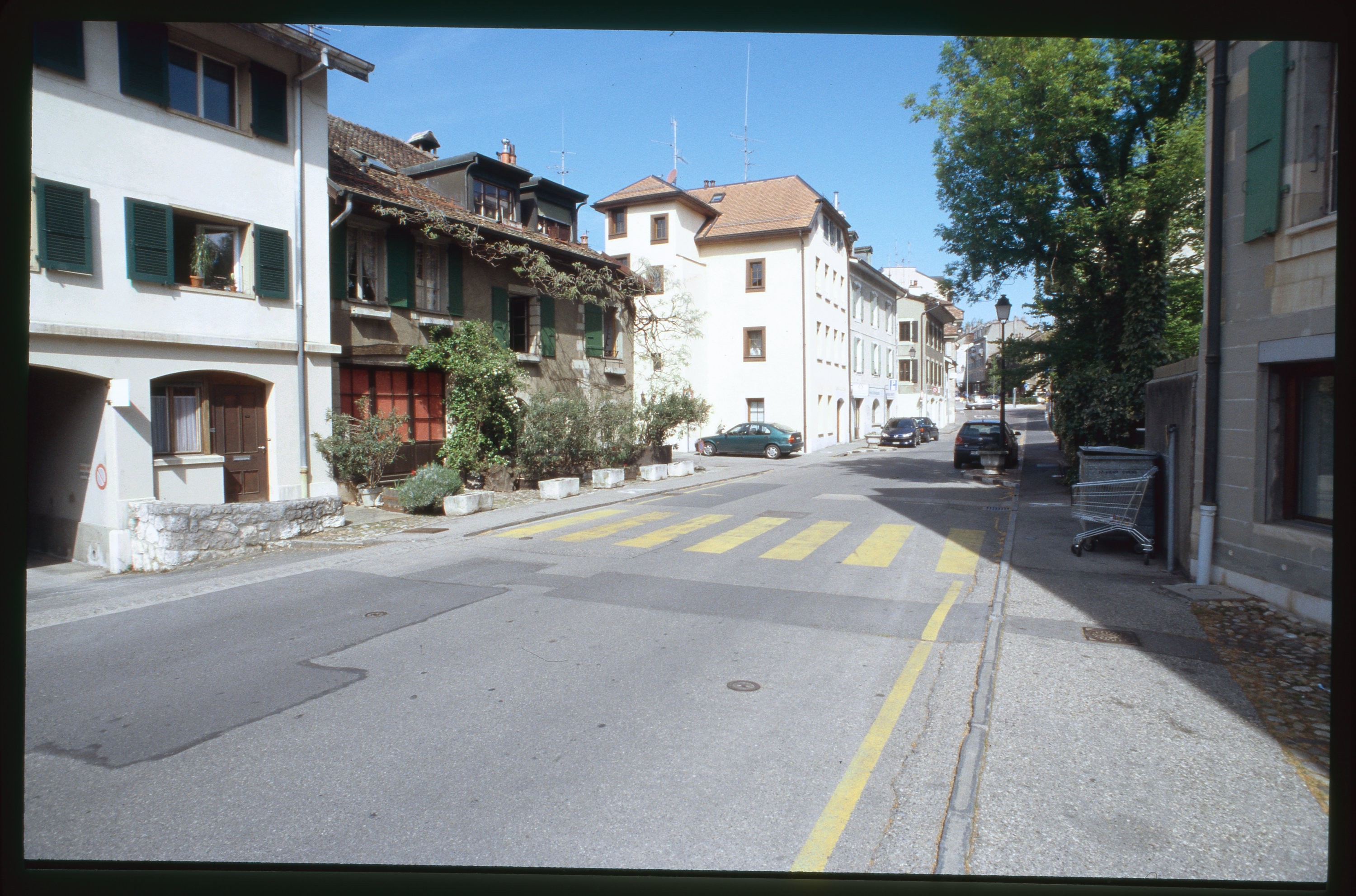
Historické centrum městečka

Většina obyvatel (k roku 2000) hovoří francouzsky (7631, tj. 78,2 %), druhou nejčastější řečí je angličtina (584, tj. 6,0 %) a třetí němčina (481, tj. 4,9 %).

## Hospodářství
Až do počátku 19. století převládal vedle malého zemědělství chov dobytka. Díky usazení ženevských rodin (Naville, Des Arts, Candolle) na velkých panstvích a jejich zájmu o nové agronomické metody nabylo zemědělství na významu. Díky jejich zájmu o nové agronomické metody se zvýšil význam orné půdy. V současnosti je obec převážně rezidenční obcí a předměstím Ženevy s těžištěm ekonomiky v sektoru služeb.

## Doprava
Veřejnou dopravu ve městě zajišťují tramvajové a autobusové linky, které provozuje ženevský dopravní podnik Transports publics genevois (TPG). Ty spojují město také se Ženevou. Na území města se nenachází žádná železniční stanice; jeho katastrem však prochází zahloubený úsek trati ze Ženevy do francouzského Annemasse. Nejbližší železniční stanice se nachází v nedalekém Chêne-Bourg; je obsluhována mezistátními osobními vlaky v pravidelném intervalu.

## Osobnosti
- Alain Delon (1935–2024), francouzský herec, v obci žil od roku 1985 a byl zde roku 1999 naturalizován[3]
- Erik Truffaz (* 1960), francouzský trumpetista, narozen v Chêne-Bougeries
- Kevin Mbabu (* 1995), švýcarský fotbalista